# San Salvador (San Tirso de Abres)
San Salvador (en eonaviego y oficialmente San Tiso) es la única parroquia del concejo asturiano de San Tirso de Abres, en España. Los límites territoriales de ambas entidades coinciden, por lo que sus extensiones y sus poblaciones también son idénticas.
Dispone de numerosos cotos de caza

## Iglesia católica
Su templo parroquial está destinado a San Salvador, aunque también dispone de numerosas capillas como la Capilla de la Inmaculada, de la Virgen del Carmen, de San Isidro, de San José, de San Juan, de San Juan Bautista, de San Miguel, de San Roque, de Santa Apolonia y de Santa Elena. 

## Entidades de población
Según el nomenclátor de 2008, la parroquia está formada por las siguientes poblaciones:
| - La Antigua (A Antigua, lugar): 51 habitantes - La Carretera (A Carretera, barrio): 34 habitantes - Los Castros (O Castro, lugar): 16 habitantes - Eilale (lugar): 14 habitantes - Espasande (lugar): 23 habitantes - Fojas (Foxas, lugar): 7 habitantes - Goje (Goxe, lugar): 10 habitantes - Grandela (A Grandela, barrio): 17 habitantes - El Llano (O Chao, villa): 150 habitantes - Lombal (lugar): 5 habitantes - Louredal (O Louredal, lugar): 1 habitante - Lourido (lugar): 27 habitantes - Matela (lugar): 6 habitantes | - Mourela (A Mourela, casería): 4 habitantes - Naraido (Naraído, lugar): 10 habitantes - Prado (lugar): Deshabitado - Salcido (lugar): 47 habitantes - San Andrés (lugar): 31 habitantes - Sobrelavega (Sobredaveiga, lugar): 8 habitantes - Solmayor (lugar): 16 habitantes - Trasdacorda (lugar): 10 habitantes - Valiñaseca (lugar): 2 habitantes - Vegas (As Veigas, barrio): 35 habitantes - Vilar (barrio): 19 habitantes - Vilelas (lugar): 22 habitantes |